# Helsingborgs Idrottsförening 2011
Questa voce raccoglie le informazioni riguardanti l'Helsingborgs Idrottsförening nelle competizioni ufficiali della stagione 2011.

## Stagione
Il club vinse, in stagione, tutti i tre titoli nazionali: Supercupen, Allsvenskan e Svenska Cupen. Il successo in campionato — vinto per la prima volta dal 1999 — fu il settimo successo nella storia della squadra e arrivò con 3 giornate d'anticipo, grazie al successo per 1-3 in casa del GAIS e al contemporaneo stop dell'AIK, contro il Malmö. La vittoria nella coppa nazionale, invece, arrivò grazie al successo per 3-1 sul Kalmar.

## Maglie e sponsor
Lo sponsor tecnico per la stagione fu Puma. La maglia per le partite casalinghe fu rossa con inserti blu, i pantaloncini furono blu con inserti rossi e i calzettoni rossi con inserti bianchi. La maglia da trasferta, invece, fu completamente bianca, con inserti rossi e blu sia sulla maglia che su pantaloncini e calzettoni.
| Casa | Trasferta |

## Rosa
| N. |                        | Ruolo | Calciatore           |
| -- | ---------------------- | ----- | -------------------- |
| 1  | Svezia (bandiera)      | P     | Daniel Andersson     |
| 3  | Islanda (bandiera)     | D     | Guðjón Pétur Lýðsson |
| 4  | Svezia (bandiera)      | C     | Sebastian Carlsén    |
| 4  | Svezia (bandiera)      | C     | Marcus Bergholtz     |
| 5  | Finlandia (bandiera)   | D     | Hannu Patronen       |
| 6  | Sudafrica (bandiera)   | C     | May Mahlangu         |
| 7  | Svezia (bandiera)      | C     | Mattias Lindström    |
| 8  | Norvegia (bandiera)    | C     | Ardian Gashi         |
| 9  | Svezia (bandiera)      | A     | Erik Sundin          |
| 10 | Brasile (bandiera)     | A     | Álvaro Santos        |
| 10 | Svezia (bandiera)      | A     | Alexander Gerndt     |
| 11 | Norvegia (bandiera)    | A     | Thomas Sørum         |
| 13 | Paesi Bassi (bandiera) | C     | Rachid Bouaouzan     |

| N. |                     | Ruolo | Calciatore            |
| -- | ------------------- | ----- | --------------------- |
| 14 | Svezia (bandiera)   | D     | Erik Edman            |
| 15 | Svezia (bandiera)   | D     | Marcus Holgersson     |
| 16 | Svezia (bandiera)   | D     | Joseph Baffoe         |
| 18 | Norvegia (bandiera) | C     | Jørgen Skjelvik       |
| 19 | Svezia (bandiera)   | A     | Rasmus Jönsson        |
| 21 | Svezia (bandiera)   | D     | Christoffer Andersson |
| 23 | Svezia (bandiera)   | D     | Erik Wahlstedt        |
| 24 | Norvegia (bandiera) | D     | Erlend Hanstveit      |
| 24 | Svezia (bandiera)   | D     | Marcus Nilsson        |
| 27 | Svezia (bandiera)   | C     | Johan Eiswohld        |
| 28 | Svezia (bandiera)   | C     | Simon Thern           |
| 30 | Svezia (bandiera)   | P     | Pär Hansson           |
| 31 | Svezia (bandiera)   | A     | Lucas Ohlander        |

## Risultati

### Supercupen
| Arbitro: | Mark. Strömbergsson (Gävle) |

|                |           |                       |
| Figueiredo 16’ | Marcatori | 2’ Nilsson 89’ Sundin |

### Campionato

#### Girone di andata
| Arbitro: | Johannesson (Stoccolma) |

|  |           |            |
|  | Marcatori | 40’ Sundin |

| Arbitro: | Eriksson (Sigtuna) |

|                 |           |  |
| Lans 64’ (aut.) | Marcatori |  |

| Arbitro: | Johannesson (Stoccolma) |

|            |           |                        |
| Drugge 23’ | Marcatori | 72’ Larsson 89’ Gerndt |

| Arbitro: | Lerjéus |

|             |           |  |
| Jönsson 80’ | Marcatori |  |

| Arbitro: | Hansson (Holmsjö) |

|          |           |              |
| Rama 52’ | Marcatori | 71’ Mahlangu |

| Arbitro: | Mattsson (Karlstad) |

|            |           |             |
| Gerndt 63’ | Marcatori | 60’ Ranégie |

| Arbitro: | Stålhammar (Landskrona) |

|                                    |           |  |
| Holgersson 5’ Gerndt 64’ Thern 71’ | Marcatori |  |

| Arbitro: | Lerjéus (Skövde) |

|                               |           |               |
| Bangura 24’ Åhman Persson 39’ | Marcatori | 18’ Andersson |

| Arbitro: | Mark. Strömbergsson (Gävle) |

|            |           |  |
| Sundin 28’ | Marcatori |  |

| Malmö 24 maggio 2011, ore 19:00 CEST 10ª giornata | Malmö FF                | 0 – 3 referto | Helsingborg | Swedbank Stadion (23.612 spett.)\| Arbitro: \| Johannesson (Stoccolma) \| |
| Arbitro:                                          | Johannesson (Stoccolma) |               |             |                                                                           |

| Arbitro: | Mart. Strömbergsson (Gävle) |

|             |           |           |
| Jönsson 42’ | Marcatori | 18’ Çelik |

| Norrköping 19 giugno 2011, ore 16:30 CEST 12ª giornata | Norrköping | 0 – 0 referto | Helsingborg | Idrottsparken (5.310 spett.)\| Arbitro: \| Hamlin \| |
| Arbitro:                                               | Hamlin     |               |             |                                                      |

| Arbitro: | Lerjéus (Skövde) |

|                                                                      |           |                                |
| Jönsson 20’, 53’ Mahlangu 22’ Gerndt 31’, 34’ (rig.) Sundin 82’, 86’ | Marcatori | 12’, 69’ M. Andersson 24’ Pode |

| Arbitro: | Johannesson (Stoccolma) |

|                    |           |                  |
| Salomonsson 90'+2’ | Marcatori | 22’, 66’ Larsson |

| Arbitro: | Mark. Strömbergsson (Gävle) |

|               |           |            |
| Hellquist 37’ | Marcatori | 69’ Gerndt |

#### Girone di ritorno
| Arbitro: | Johannesson (Stoccolma) |

|                                    |           |  |
| Gerndt 49’ Gashi 54’ Andersson 84’ | Marcatori |  |

| Arbitro: | Hansson (Holmsjö) |

|                |           |                  |
| Sobralense 12’ | Marcatori | 15’, 57’ Jönsson |

| Arbitro: | Eriksson (Sigtuna) |

|                        |           |                        |
| Sundin 24’ Jönsson 54’ | Marcatori | 36’ Halsti 45’ Rexhepi |

| Arbitro: | Johannesson (Stoccolma) |

|                               |           |              |
| C. Andersson 69’ Mahlangu 74’ | Marcatori | 90'+2’ Hysén |

| Arbitro: | Hansson (Holmsjö) |

|          |           |                           |
| Oyal 47’ | Marcatori | 77’ Baffoe 90'+5’ Larsson |

| Arbitro: | Johannesson (Stoccolma) |

|               |           |                               |
| Haynes 90'+3’ | Marcatori | 11’, 44’ Jönsson 80’ Skjelvik |

| Arbitro: | Stålhammar (Landskrona) |

|                              |           |              |
| Holgersson 75’ Andersson 79’ | Marcatori | 90'+1’ Rosén |

| Arbitro: | Mark. Strömbergsson (Gävle) |

|                           |           |  |
| Patronen 70’ Mahlangu 84’ | Marcatori |  |

| Arbitro: | Lerjéus (Skövde) |

|          |           |               |
| Waris 8’ | Marcatori | 72’ Lindström |

| Arbitro: | Mart. Strömbergsson |

|                                |           |  |
| Sørum 11’ Thern 18’ Sundin 40’ | Marcatori |  |

| Arbitro: | Johannesson (Stoccolma) |

|                                   |           |                         |
| Hult 13’ Svensson 56’ Mobaeck 68’ | Marcatori | 8’ Sundin 61’ Lindström |

| Arbitro: | Lerjéus (Skövde) |

|                      |           |                                        |
| Wanderson 48’ (rig.) | Marcatori | 27’ Hanstveit 68’ Sundin 86’ Bouaouzan |

| Arbitro: | Lerjéus (Skövde) |

|               |           |            |
| Lindström 38’ | Marcatori | 76’ Hasani |

| Arbitro: | Pandžić (Göteborg) |

|                       |           |  |
| Orlov 44’ Theorin 61’ | Marcatori |  |

| Arbitro: | Mark. Strömbergsson (Gävle) |

|            |           |               |
| Santos 42’ | Marcatori | 3’ Daníelsson |

### Svenska Cupen
| Arbitro: | Ingvarsson (Hässleholm) |

|                       |           |                                                    |
| Raun 16’ Surprise 92’ | Marcatori | 55’ Sundin 110’, 118’ Gerndt 115’ (aut.) Bengtsson |

| Arbitro: | Ingvarsson (Hässleholm) |

|                                |           |            |
| Nilsson 27’ (rig.) Jönsson 40’ | Marcatori | 81’ Jensen |

| Arbitro: | Ingvarsson (Hässleholm) |

|                         |           |  |
| Andersson 42’ Thern 75’ | Marcatori |  |

| Arbitro: | Hansson (Holmsjö) |

|          |           |                                             |
| Rama 52’ | Marcatori | 13’ Santos 61’ (aut.) Haginge 76’ Bouaouzan |

| Arbitro: | Mark. Strömbergsson (Gävle) |

|                                       |           |                |
| Santos 25’ Andersson 31’ Mahlangu 55’ | Marcatori | 45’ Israelsson |

### Europa League
| Arbitro: | Fábián |

|            |           |  |
| Galván 41’ | Marcatori |  |

| Arbitro: | Nzolo |

|                             |           |  |
| Lindström 3’, 73’ Gashi 61’ | Marcatori |  |

| Arbitro: | Yıldırım |

|            |           |  |
| Tchité 60’ | Marcatori |  |

| Arbitro: | Ennjimi |

|                    |           |                               |
| Jönsson 61’ (rig.) | Marcatori | 14’ Leye 34’ Berrier 68’ Kanu |